# 진철훈
진철훈(秦哲薰, 1954년 9월 6일, 제주도 북제주군 한경면 고산리)은 대한민국의 대학교수, 전직 특수단체인, 전직 공무원이다.

## 학력
- 1961.03 ~ 1967.02 제주북국민학교 56회 졸업
- 1967.03 ~ 1970.02 제주제일중학교 18회 졸업
- 1970.03 ~ 1973.02 오현고등학교 20회 졸업
- 1973.03 ~ 1976.02 한양대학교 건축공학 학사 졸업
- ~ 1981 한양대학교 대학원 석사 졸업
- ~ 1995 단국대학교 대학원 도시계획 박사 수료

## 경력
- 1978.12 제14회 기술고시 합격
- 1979.04 서울시 건축지도과 건축계획계장
- 1985.03 서울시 재개발과 재개발사업계장
- 1987.03 서울올림픽조직위원회 시설관리과장
- 1996.01 서울시 신청사 기획단장
- 1998.08 서울시 상암월드컵경기장 건설단장
- 2001.01 서울시 도시계획국장
- 2003.01 서울시 주택국장
- 2004 열린우리당 제주도지사 후보
- 2005 ~ 2006.04 제주도 국제자유도시개발센터 이사장
- 2007.11 ~ 2008.06 제5대 한국시설안전기술공단 이사장

## 수상
- 2003 한국지역사회발전학회 학술상

## 역대 선거 결과
|  | 44.0% |

|  | 16.15% |